# Meadow Valley
Meadow Valley es un lugar designado por el censo en el condado de Plumas en el estado estadounidense de California. En el año 2000 tenía una población de 575 habitantes y una densidad poblacional de 26 personas por km².

## Geografía
Meadow Valley se encuentra ubicado en las coordenadas 39°56′13″N 121°3′43″O / 39.93694, -121.06194. Según la Oficina del Censo, la ciudad tiene un área total de 22 km² (8,5 mi²), de la cual 22 km² (8,5 mi²) es tierra y 0 km² (0 mi²) (0%) es agua.

## Demografía
Según la Oficina del Censo en 2000 los ingresos medios por hogar en la localidad eran de $33,571, y los ingresos medios por familia eran $45,469. Los hombres tenían unos ingresos medios de $40,000 frente a los $30,667 para las mujeres. La renta per cápita para la localidad era de $19,726. Alrededor del 11.5% de la población estaban por debajo del umbral de pobreza.